# Agharkar Research Institute

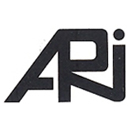
Logo

Das Agharkar Research Institute (ARI) ist ein autonomes Forschungsinstitut in Pune, Maharashtra, Indien.

## Geschichte
Das Institut wurde 1946 unter dem Namen „Maharashtra Association for the Cultivation of Science Research Institut“ gegründet und 1992 in Erinnerung an den Gründer Shankar Purushottam Agharkar umbenannt.

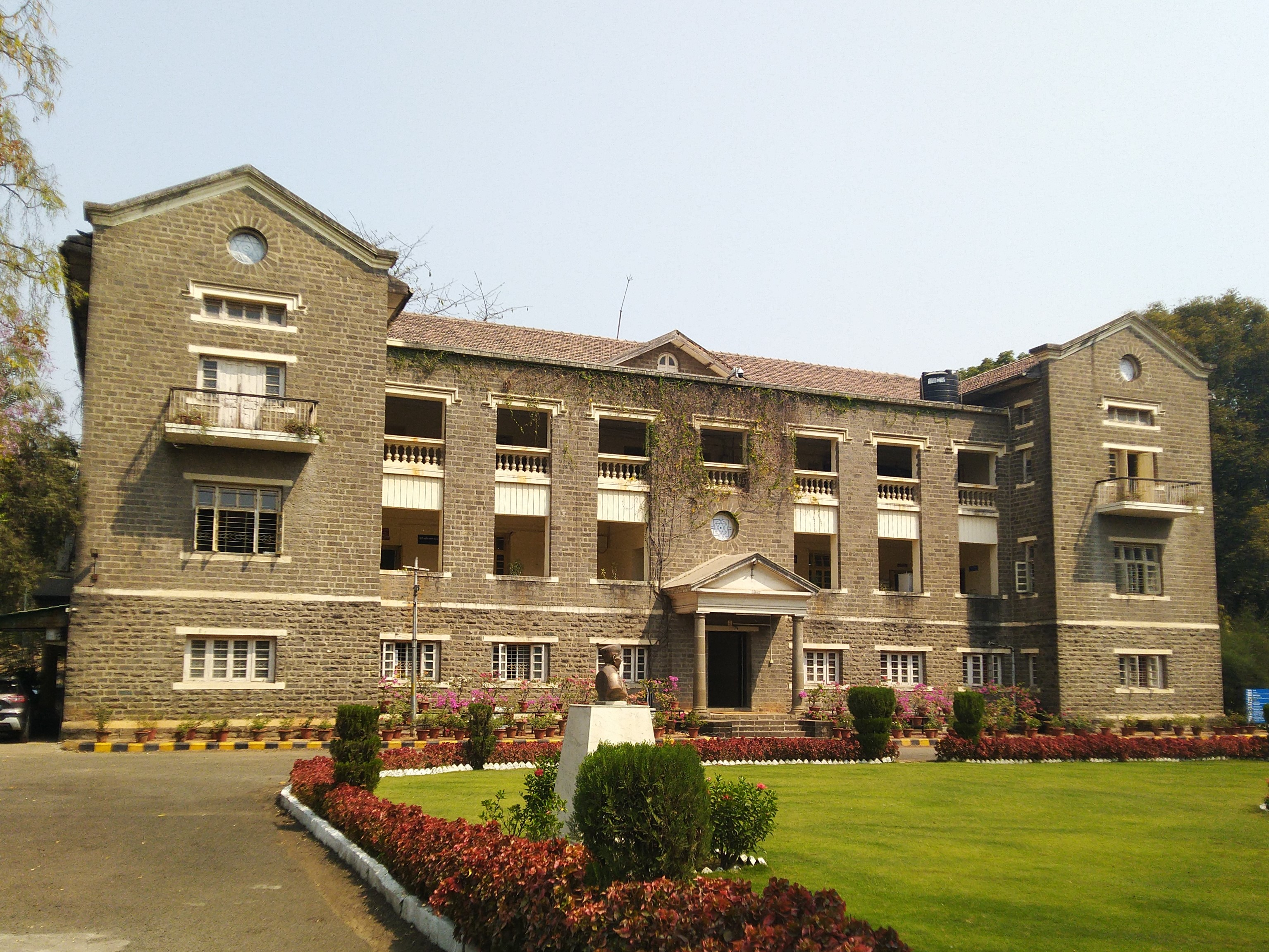
Hauptgebäude

Seit 1966 erhält das ARI Zuschüsse von der indischen Regierung.

## Forschung
Die aktuelle Forschung lässt sich in drei Themenbereiche einteilen:
- Tierwissenschaften
- Mikrobielle Wissenschaften
- Pflanzliche Wissenschaften